# SpaceWire
SpaceWire — телекоммуникационная сеть для космических аппаратов, основанная на части стандарта соединения IEEE 1355. Координируется Европейским космическим агентством (ЕКА) в сотрудничестве с международными космическими агентствами, включая NASA, JAXA и ФКА. В сети SpaceWire узлы соединяются при помощи недорогих последовательных соединений типа точка-точка, обладающих низкими задержками и работающих в дуплексном режиме, и коммутационными роутерами, осуществляющими маршрутизацию способом коммутации каналов. SpaceWire охватывает два (физический и канальный) из семи уровней сетевой модели OSI для коммуникаций.

## Архитектура
Модуляция и представление данных в SpaceWire в целом похоже на кодирование передаваемых данных — части стандартов IEEE 1355—1995, описывающей дифференциальную передачу сигналов (DS-DE). SpaceWire использует асинхронное соединение и обладает пропускной способностью на уровне от 2 Мбит/с до 400 Мбит/с. DS-DE оказался предпочтительнее, так как он описывает модуляцию, битовые форматы, маршрутизацию, управление потоком и обнаружение и исправление ошибок на уровне оборудования, лишь с небольшой помощью ПО. Также SpaceWire обладает очень низким уровнем ошибок, определением состояния системы, а также относительно простой цифровой электроникой. На физическом уровне в SpaceWire используется низковольтная дифференциальная передача сигналов (LVDS) вместо устаревшей PECL, предусмотренной стандартом IEEE 1355 DS-DE. В SpaceWire также предлагается использование 9-штырьковых разъемов, применяемых в космической отрасли. SpaceWire и IEEE 1355 DS-DE предусматривают более широкий диапазон скоростей для передачи данных, а также некоторые новые возможности автоматического аварийного переключения. Возможности преодоления отказа позволяют данным найти альтернативные пути передачи, так как космический модуль оснащен несколькими шинами данных, в результате чего обеспечивается отказоустойчивость. Кроме того, SpaceWire предусматривает размножение временных прерываний по соединениям SpaceWire, устраняя потребность в отдельных временных дискретных сигналах.

## Применение
SpaceWire используется во многих проектах по всему миру. Её использование изначально началось в проектах ЕКА, и на данный момент она используется в NASA, JAXA, ФКА, а также множестве прочих организаций и компаний. Некоторые проекты NASA, использующие её, включают: Космический телескоп имени Джеймса Вебба, Burst Alert Telescope для Swift, Лунный орбитальный зонд, Космический аппарат для наблюдения и зондирования лунных кратеров, Geostationary Operational Environmental Satellite (GOES-R) и Communications, Navigation, and Networking Reconfigurable Testbed (CoNNeCT). Она также выбрана Министерством обороны США для проекта Operationally Responsive Space. Изменения SpaceWire координируются несколькими космическими агентствами в рамках Консультативного комитета по космическим информационным системам для расширения её коммуникационной модели на сетевом и транспортном уровнях сетевой модели OSI.

## Протоколы
ЕКА разработала черновую спецификацию для идентификатора протокола (Protocol ID).
Нижеследующие протокольные идентификаторы утверждены в ECSS-E-ST-50-11:
- 1: Remote Memory Access Protocol (RMAP)
- 2: CCSDS Packet Transfer Protocol
- 238: Proposal for Reliable Data Delivery Protocol (RDDP) (используется в проекте GOES-R)
- 239: Serial Transfer Universal Protocol (STUP) (используется в ASIC SMCS-332)